# セントルイス・ワシントン大学

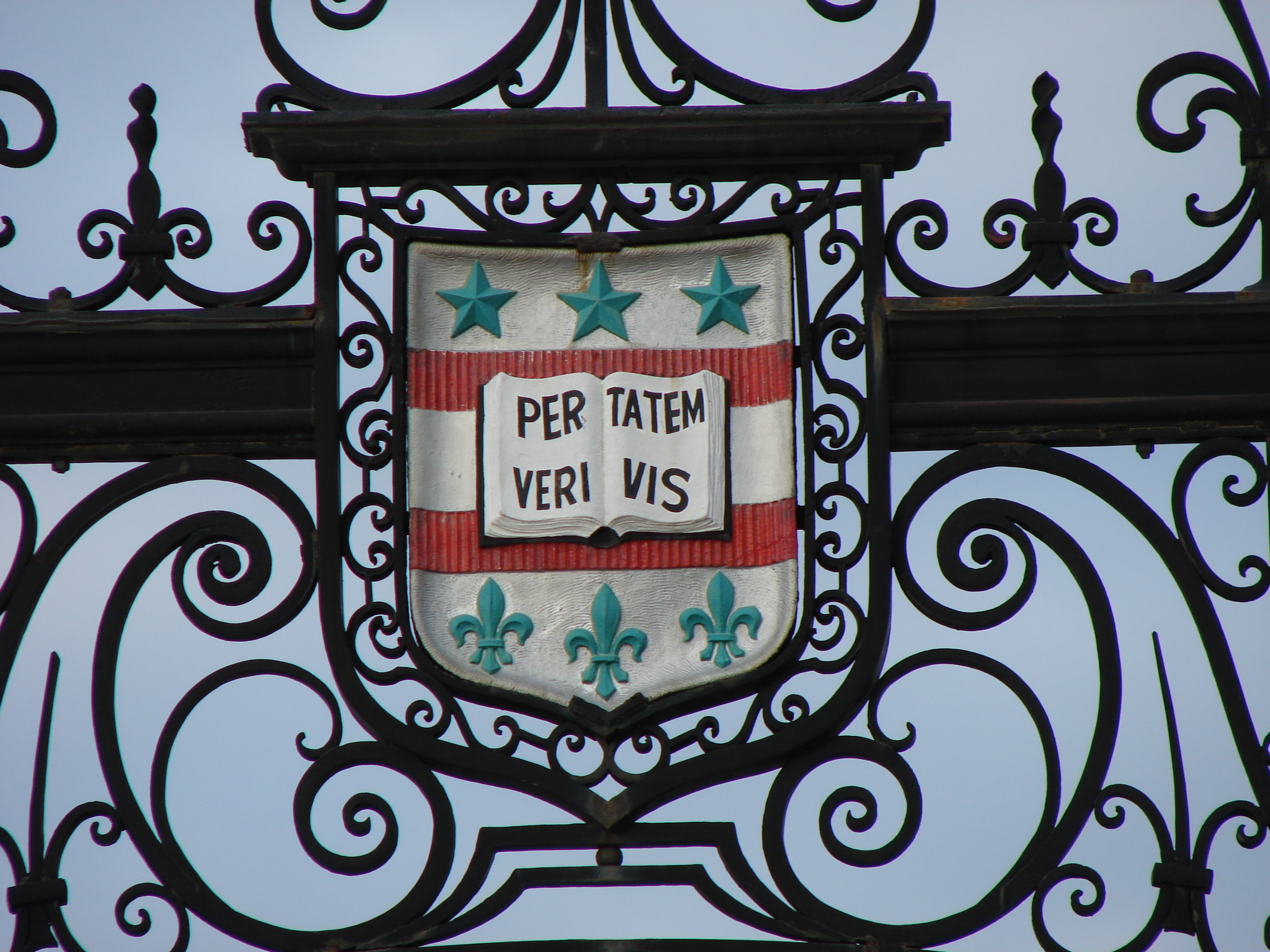
Francis Gate

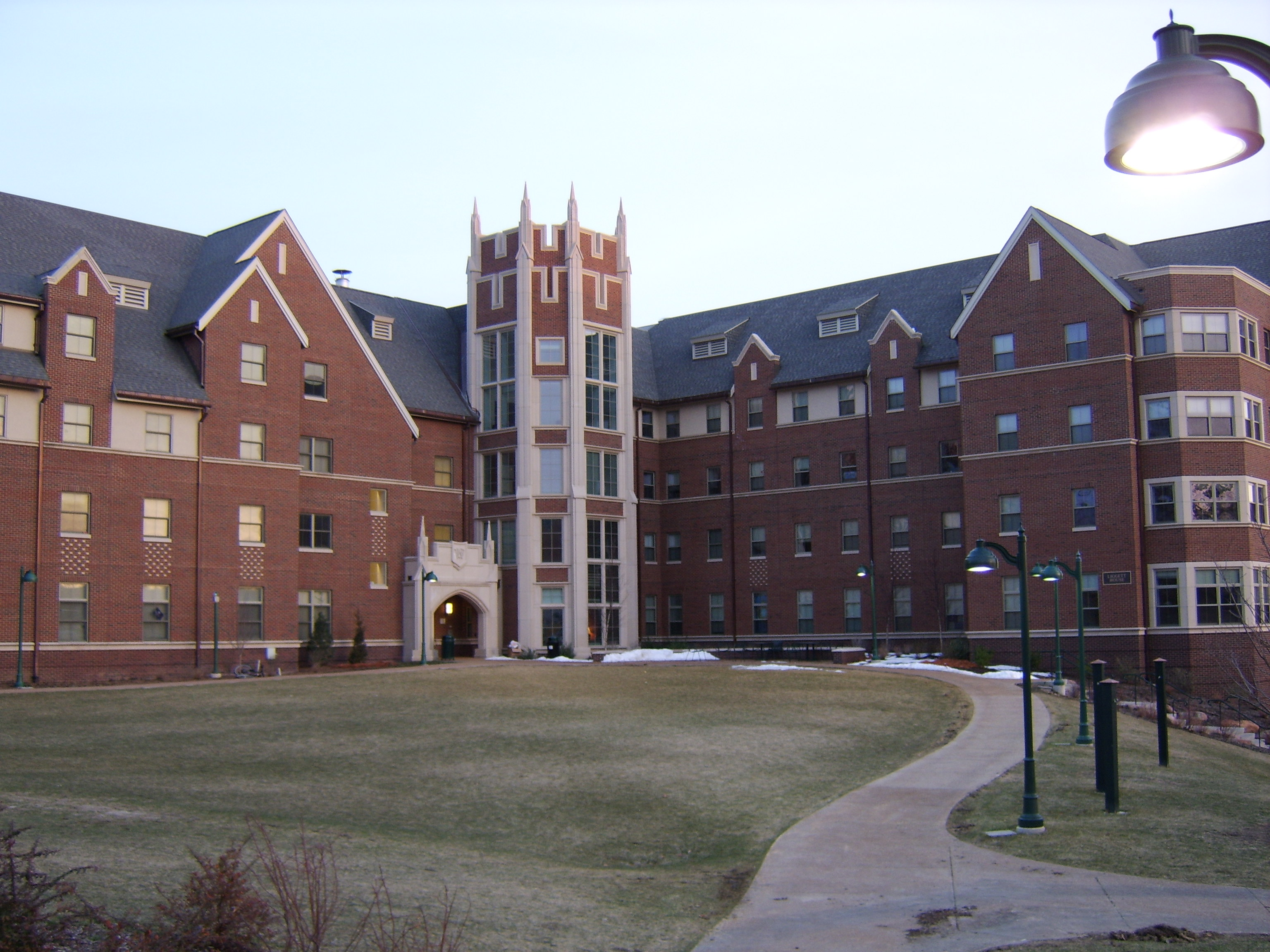
Liggett Koenig Hall

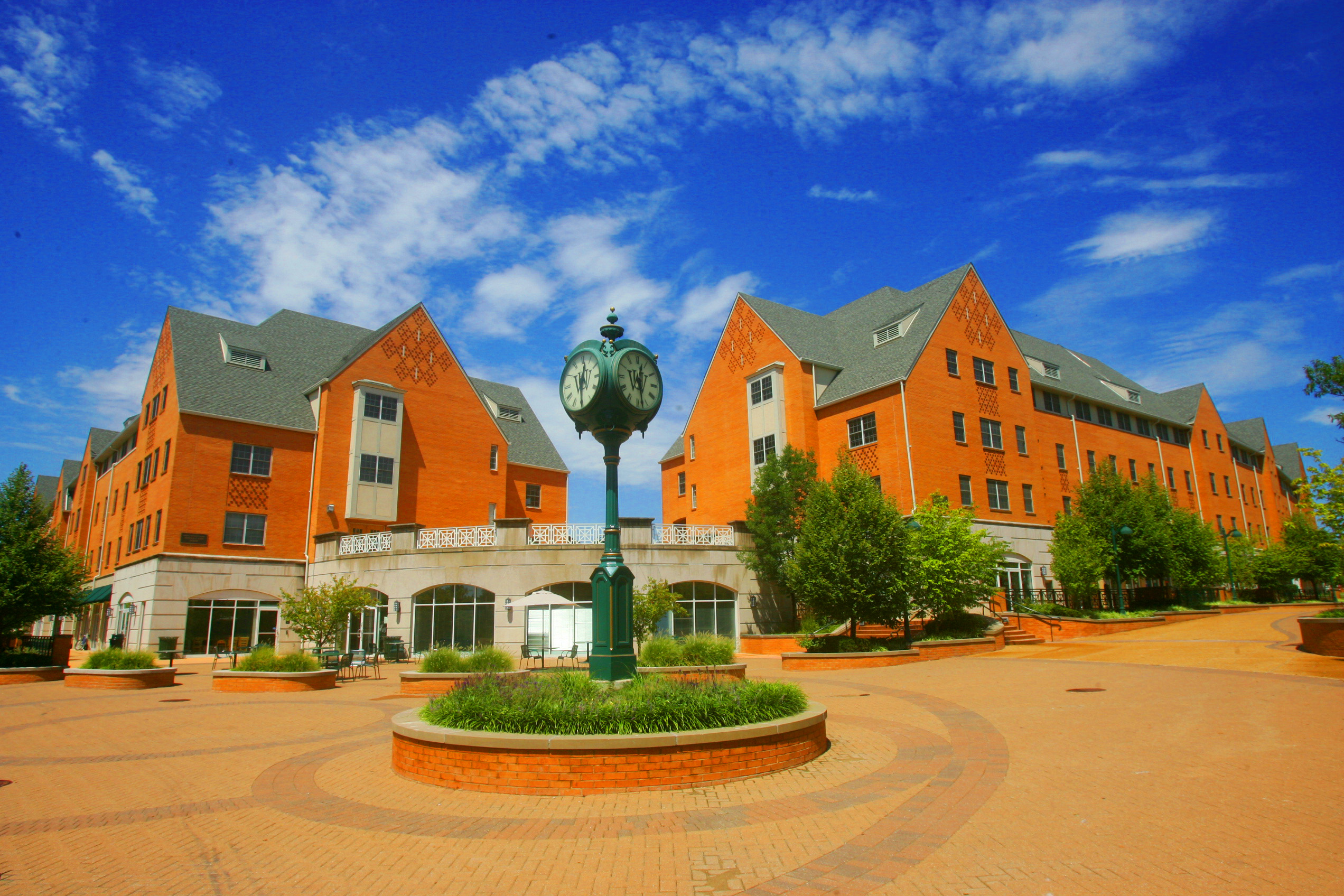
Student dormitory complex

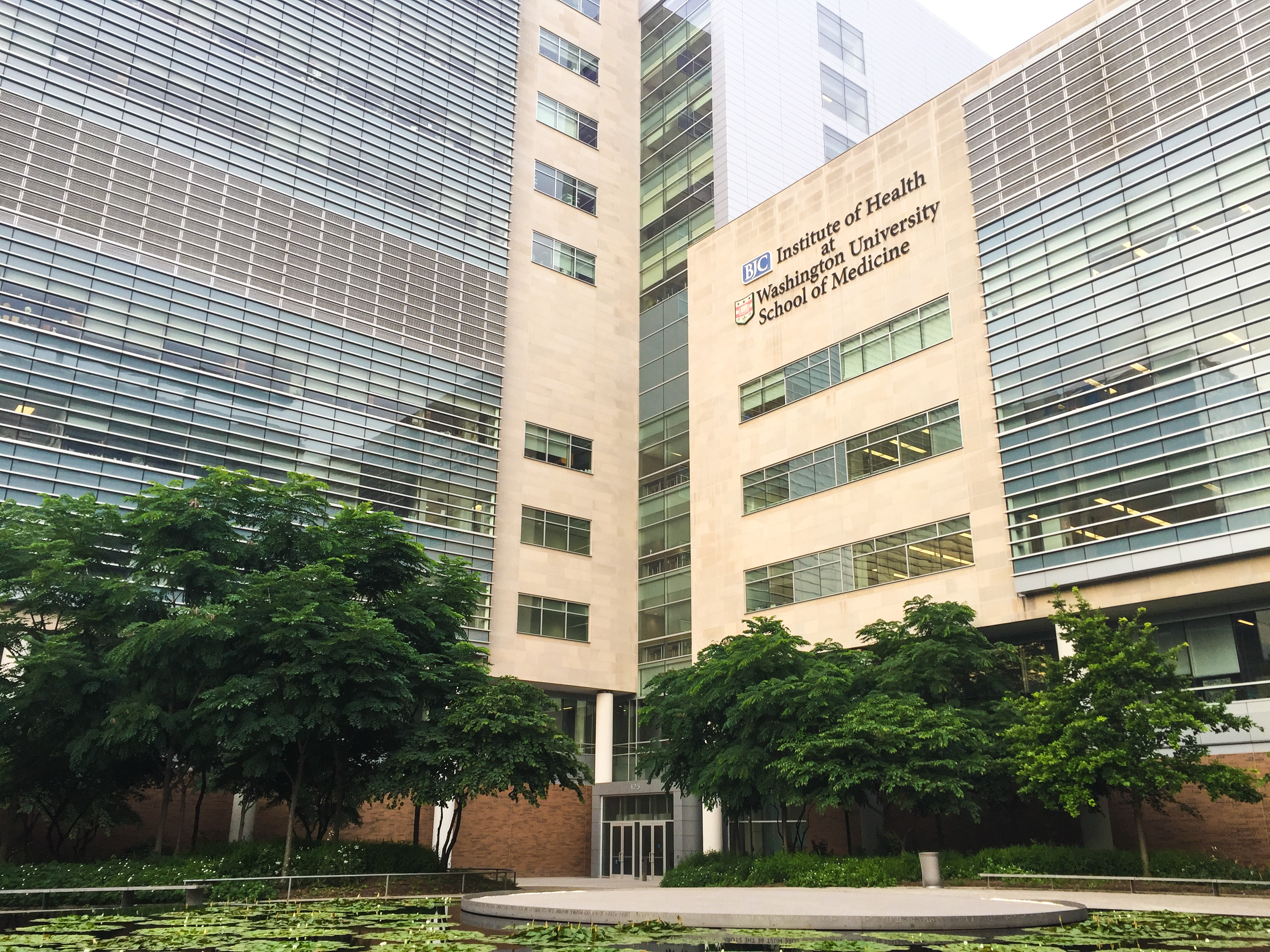
セントルイス・ワシントン大学医学部(WUSM)

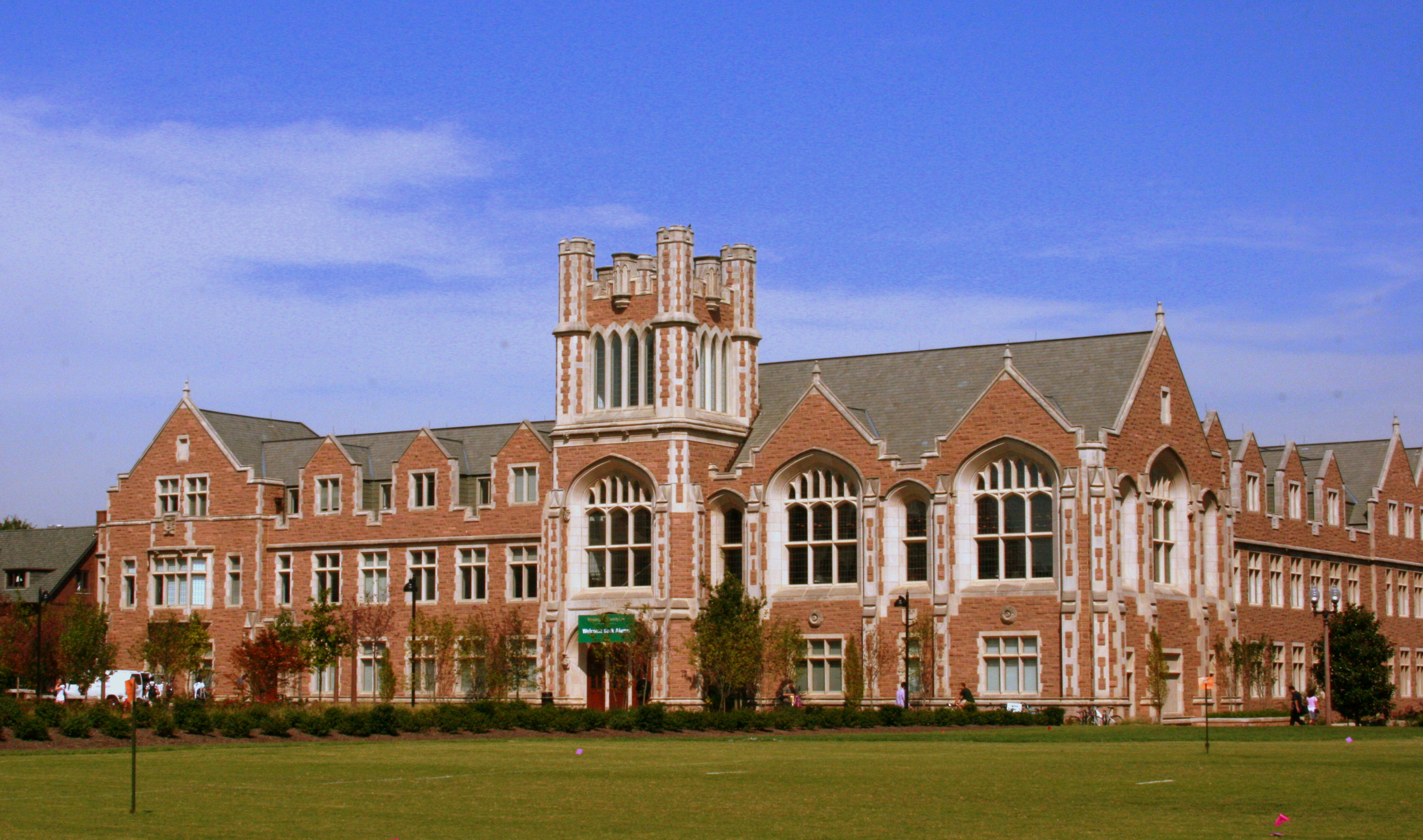
セントルイス・ワシントン大学ロースクール(WashU Law)

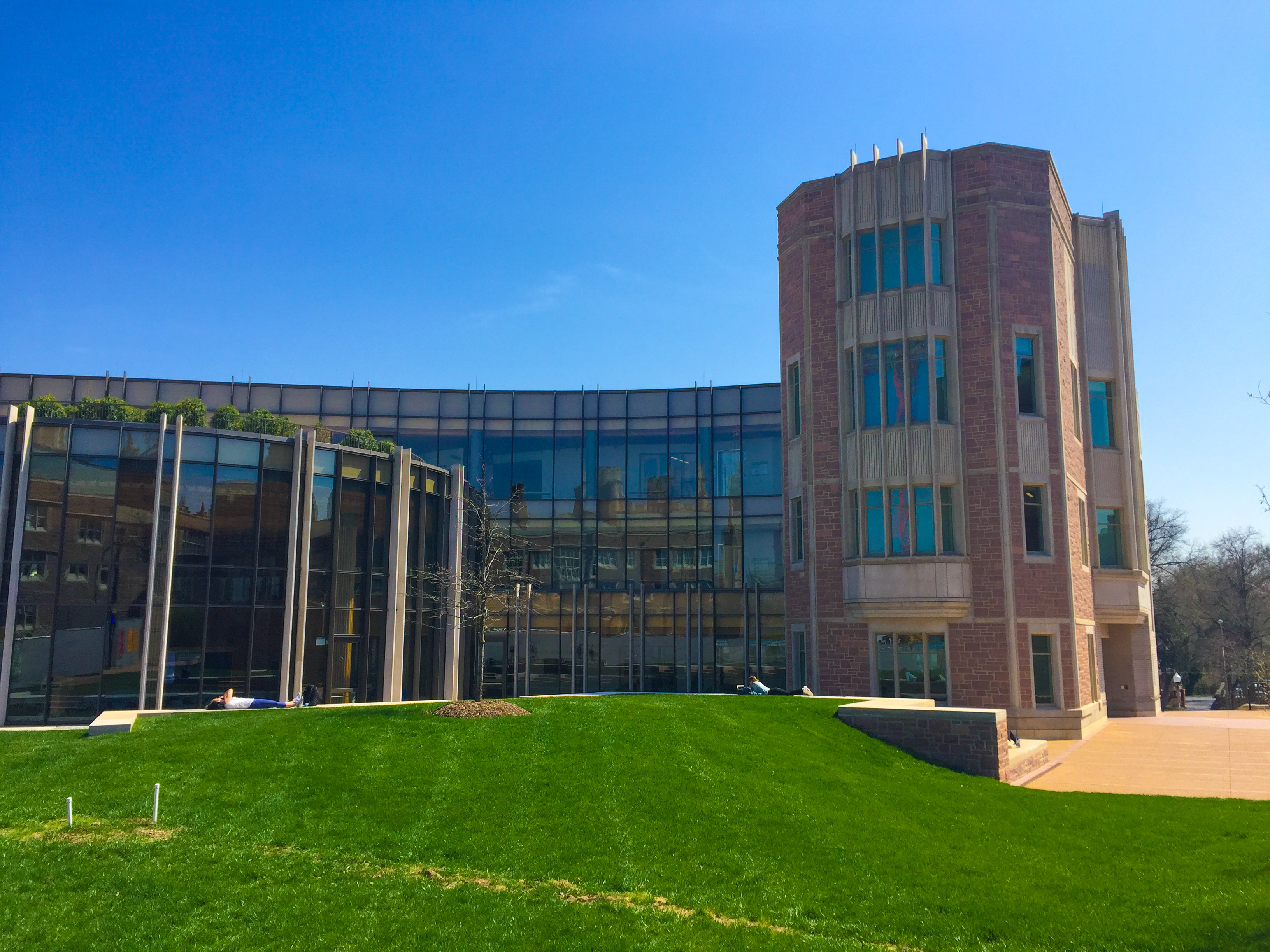
ブラウン・スクール(Brown School: 社会福祉大学院)

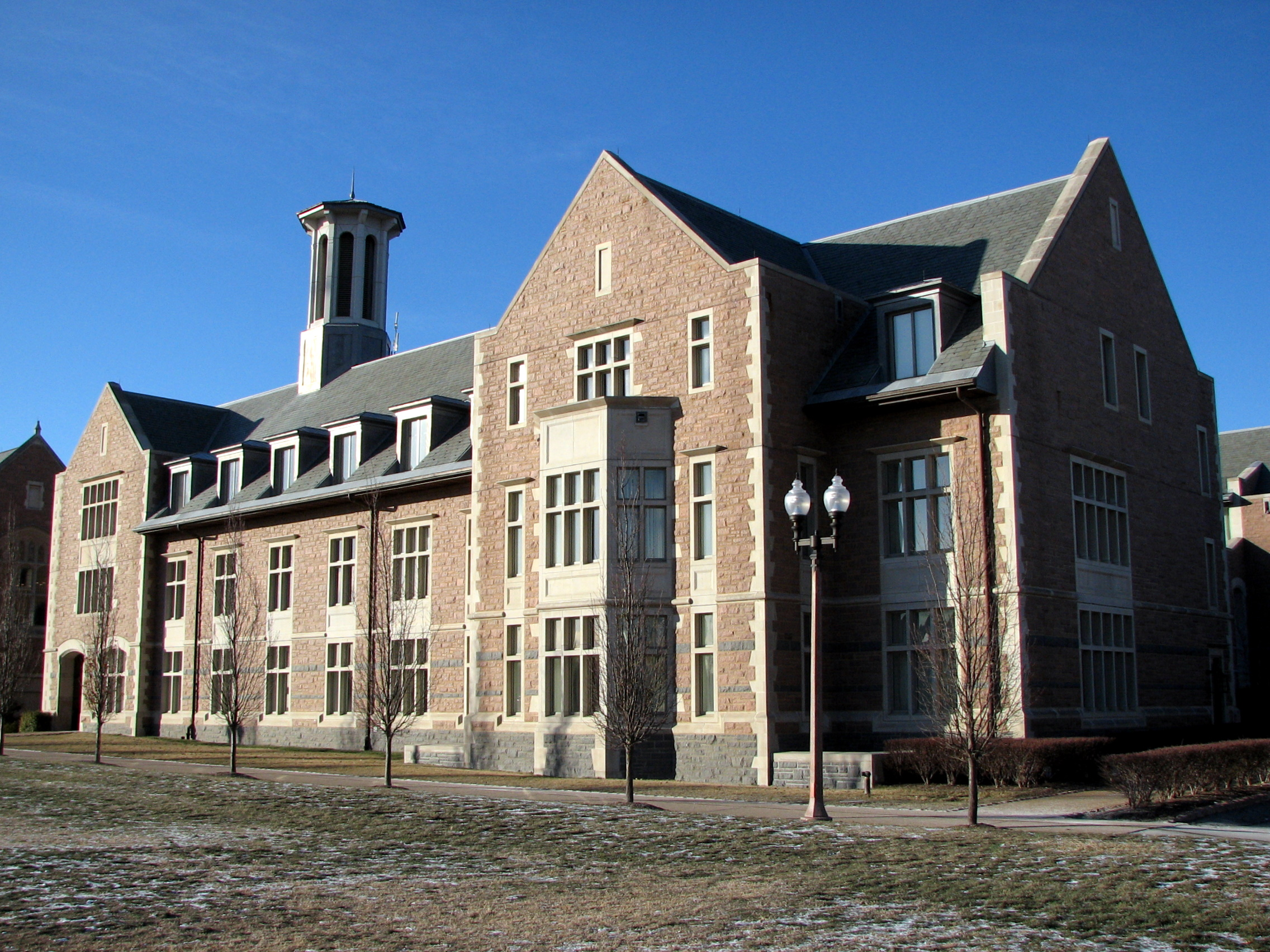
オーリン・ビジネス・スクール(Olin: 経営大学院)

セントルイス・ワシントン大学（セントルイス・ワシントンだいがく、英：Washington University in St. Louis、略称WashU/WUSTL）は、アメリカ合衆国ミズーリ州セントルイス郡に本部を置く私立大学。別名「ワシントン大学セントルイス」。医学大学院のセントルイス・ワシントン大学医学部(WUSM)は、全米TOP10前後で名高い。ロースクールのセントルイス・ワシントン大学ロースクール(WashU Law)も全米TOP20で評価は高く、社会科学/社会政策分野のブラウン・スクール(Brown School)と経営大学院（MBA提供校）のオーリン・ビジネス・スクール(Olin)は、全米TOP30前後となっている。
1853年創立。大きく7つの研究科（schools）によって構成される。全米でトップレベルとされる教育機関のひとつで、ヒドゥン・アイビー (アイビー・リーグレベルだが知名度に劣る大学の総称）に数えられる。毎年更新される全米大学ランキングでは常にトップ20位（2022年は全米14位）にランクしている。
学問分野別にみると、医学・薬学や経済学（マクロ経済学）、建築学、社会福祉学が有名で、医学・薬学や経済学を中心に関係者から26名のノーベル賞受賞者を輩出している（2023年現在）。特にメディカル・スクール（医科大学院）はその業績において世界的な知名度を誇っており、本学のノーベル賞受賞者の大半を輩出している。 
教育面では「中西部のアイビー」と自負するほどの難関校であり、2019年度のUSニューズ&ワールド・レポート誌によると、セントルイス・ワシントン大学の合格率は14%、SATの平均点数はアイビー・リーグに匹敵する高いスコアであった。 
2006年度には連邦政府から4億3400万ドルの研究基金を受け、全米で7番目に寄付金の多い大学としてランクされている。
設立当初はエリオット・セミナリー（Eliot Seminary）と呼ばれていたが、アメリカ合衆国初代大統領ジョージ・ワシントンにちなみ、1854年にワシントン・インスティテュート（Washington Institute）、1856年に現校名（Washington University）に変更された。ワシントン州シアトルにある州立のワシントン大学や同州プルマンにあるワシントン州立大学との所在地における混同を避けるため、1976年に評議委員会によって「in St. Louis」がつけ加えられた。なお、本学を日本語で「ワシントン大学セントルイス校」と表記することがみられるが、本学はワシントン州のワシントン大学の分校ではないことに加え、本学自身もセントルイス以外に分校を有していないため、こうした日本語表現は適切とは言えない。

## 沿革
1853年に設立されたこの大学は、当初倉庫街の中心にあったが、1900年に開発中であった現在の場所に移動することを決定した。
近年では、1992年、2000年、2004年、続いて2008年に大統領、また副大統領候補の討論会の会場として選ばれている。

## キャンパス
主要なキャンパスは、セントルイス市郊外にあるフォレスト・パークの東西に立地し、西側にメインキャンパスであるダンフォース・キャンパス、東側にメディカル・スクールのキャンパスがある。このほか、ダンフォース・キャンパス近辺に北キャンパスと西キャンパス、ダンフォース・キャンパスから南西に20マイルほど離れた場所にタイソン・リサーチ・センターを有する。

### ダンフォース・キャンパス
本学のメインキャンパスであり、医学・薬学を除いた大半の学部が当キャンパス内に拠点を構えている。当キャンパスの大部分はセントルイス市の西側に隣接するセントルイス郡に属する。
セントルイス大都市圏の中心から15マイルほどの近さであるにもかかわらず、隣接するフォレスト・パークと共に自然豊かな環境である。キャンパス内の建物はゴシック様式で統一され、青々とした芝生とも合わさって景観が美しいことで有名であり、「全米で最も美しいキャンパス」のうちのひとつに選ばれている。 キャンパスの玄関とも言うべき建物はブルッキングズ・ホールと呼ばれ、1904年のセントルイス万国博覧会に使われた建物を移設したものである。また、キャンパス内にあるフランシス・フィールドは、1904年のセントルイス五輪のメイン競技場として利用された。
キャンパスの北西端と北東端にはそれぞれ駅が設置されており、後述のメディカル・キャンパスとの間をセントルイス都市圏の主要地下鉄であるメトロリンクで往来できる。
キャンパス内には世界的な建築家でセントルイス・ワシントン大学で教鞭を取ったこともある槇文彦が手がけたスタインバーグ・ホール、サム・フォックス・アート・センターがある。また、ダンフォース・キャンパスからフォーサイス通りを挟んだ南側には「サウス40」と呼ばれる学生寮街が広がる。

### メディカル・キャンパス
医学・薬学部が拠点を構えるキャンパスであり、セントルイス市の西端の繁華街であるセントラル・ウェスト・エンドという地区に立地している。メディカル・キャンパス内には
- バーンズ・ジュイッシュ病院（英語版）
- 聴覚障害中央施設
- セントルイス小児病院（英語版）
- セントルイスリハビリテーション施設
- サイトマン癌センター
- 先端医療センター
- エリック・P・ニューマン教育センター

といった附属医療機関が立地しており、こうしたメディカルセンターの規模は全米でも屈指の大きさである。
メディカル・キャンパス内にはメトロリンクのセントラル・ウェスト・エンド駅が立地しており、ダンフォース・キャンパスとの間を地下鉄を利用して10分程度で移動可能である。

### 北キャンパス、西キャンパス
主に大学の運営機関が所属するキャンパスである。
北キャンパスは、ダンフォース・キャンパスから北東に約1マイルの距離に位置する。同キャンパスには、大学運営の不動産部門や会計部門、交通機関部門、ネットワークテクノロジー部門等が入居している。また、舞台芸術学部用の倉庫もある。
長期間のリノベーションが続いていて、2007年には食堂が、2010年にはファミリーラーニングセンターが完成した。
西キャンパスは、ダンフォース・キャンパスから西に約1マイルの距離に位置する。元々デパートだった建物を1990年にセントルイス・ワシントン大学が買い取り、大学運営機関用のキャンパスとした。地下には図書館と会議室が、1階は一般の商業施設、2階から上には同窓部門、情報システム部門やその他運営機関がある。また、2階には音楽リハーサル室もある。
北キャンパスの近辺にはデルマー・ループ駅、西キャンパスの近辺にはフォーサイス駅が立地しており、ダンフォース・キャンパスやメディカル・キャンパスからのアクセスも容易である。

### タイソン・リサーチ・センター
タイソン・リサーチ・センターは、ダンフォース・キャンパスから南西に20マイルほど離れた場所に位置する。809ヘクタールを擁する研究用フィールドで、主に生物学研究に用いられている。

## 教育組織

### 文理科学（Arts & Science）
文理科学は、学部（College of Arts & Sciences）、大学院（Graduate School of Arts & Sciences）、ユニバーシティ・カレッジ（University College in Arts & Sciences）の3つの部門から成り立っている。
各部門はそれぞれ40以上の学科・プログラムを有しており、これらは自然科学（数学、生物学等）、社会科学（経済学、法学等）、人文科学（文学、哲学等）の多くの分野をカバーしている。 また、提供される外国語のコースも多い（アラビア語、ヘブライ語、スペイン語、ドイツ語、フランス語、スワヒリ語、中国語、日本語、韓国語、ロシア語、ギリシャ語、イタリア語、ヒンディー語、ポルトガル語、ラテン語、スウェーデン語、ベトナム語、チェコ語）。そのため、教員と学生を合わせた総人数でみると、学内で最大の研究科（school）となっている（教員705名、学部生4,592名、大学院生2,117名 [2023年]）。
文理科学からは、1927年にアーサー・コンプトンがノーベル物理学賞を受賞したほか、1993年にダグラス・ノースがノーベル経済学賞を受賞している。

### オーリン・ビジネススクール（Olin Business School）
1917年に学部生向けの商学・ファイナンス研究科（School of Commerce and Finance）として設立されたのち、1950年から経営学修士号（MBA）、1958年からは博士号のプログラムを導入した。その後、1988年には、起業家でセントルイス・ワシントン大学に多額の寄付したジョン・M・オーリンの名を冠した「オーリン・ビジネススクール」へと改称した。
現在では、経営学や金融工学、会計学の分野における修士号や博士号のプログラムを提供している。とくにエクゼキュティブMBAプログラムについては、2002年からは中国の復旦大学と合同のプログラム（Executive MBA Shanghai）を拡充したほか、現在はインドのインド工科大学と合同のプログラム（Executive MBA Munbai）も提供している。
オーリン・ビジネススクールには16,000人を超す同窓ネットワークがあり、2004年には2億1300万ドルの寄付金を受けていて、年平均での寄付金は1200万ドルである。
2022年にはフィリップ・ディビッグがノーベル経済学賞を受賞（ダグラス・W・ダイヤモンドおよびベン・バーナンキとの共同受賞）した。

### 芸術・建築（Sam Fox School of Design & Visual Arts）
サム・フォックス視聴芸術学郡は芸術学部と建築学部が合体して2005年に設立され、以下の学部が所属している。
- 建築学部
- 建築・都市デザイン大学院
- 芸術学部
- 芸術大学院

建築学は4年制の理系建築学士と文系建築学士と共に、学部、大学院合同の6年制（本来建築学修士は7年）建築修士プログラムを提供している。建築・都市デザイン修士プログラムは2012年度のデザイン・インテリジェンス誌によるランキングにて4位にランクされている。
- 修士課程ではMArch/ Master of Architecture（建築修士、2/2.5/3.5年）、MUD/ Master of Urban Design（都市計画修士、1/1.5年）、MLA/ Master of Landscape Architecture（ランドスケープアーキテクチュア修士、2年）の取得が可能である。複数の修士やMCM（建設マネジメント修士）、MSW（社会福祉修士）、MBA等の複数学位取得が可能である。（デュアル、トリプルディグリー制度）

- 1学期又は夏の3ヶ月を海外の大学で単位取得が可能なスタディー・アブロード制度が盛んである。2010年度の前期（秋）はソウルかバルセロナ、後期（春）はヘルシンキ、夏期はブエノスアイレスである。

- 90%の生徒が奨学金をもらっている。奨学金の平均額は$11,541。[10]

- 留学生の割合は9%。
- 2011年秋には1,422人の受験者に対して106人が合格（7.5%）している。

芸術学は芸術学士と芸術学修士を提供しており、1/3の生徒が他学部とのダブルメジャー、もしくはマイナーとして専攻している。芸術学修士プログラムはUSニューズ&ワールド・レポート誌にて15位にランクされている。

### 工学（School of Engineering）
工学部は全米で43位にランクされており、特に生物医学工学では10位にランクされている。工学部には以下の学科が含まれる。
- 生物医学工学
- コンピューター・サイエンス
- 電気・システム工学
- エネルギー・環境・化学工学
- 機械工学
- 材料科学

### 法学（School of Law）
他学部との様々なジョイントプログラムが盛んで、経営修士、人文科学修士、医学部と社会福祉学修士とのジョイントプログラムを提供している。また、資産法、税法、外国法律、司法、司法博士等のプログラムがある。
法科大学院は全米で18位にランクされている。

### 医学（School of Medicine）
医学大学院は研究や臨床の分野で世界的に知名度が高く、全米で最も入学の難しい医学大学院として知られている。2021年のUSニュース誌の全米医学大学院ランキングでは11位となっている。療法学が有名であり、理学療法の分野では全米2位に、作業療法では全米1位タイにランクされている。最近はゲノム・センターがヒトゲノム計画にて中心的な役割を果たしており、解析のうち25％程に貢献している。
- 研究・起業家志向の医学課程の学生が集まることがセントルイス・ワシントン大学の特徴である。そのため、患者を診る臨床医の課程（Pre-medical education）よりも研究課程である生物医学工学の人気が高い。

- セントルイス・ワシントン大学は創立当初から高度な専門教育を学部課程から提供することを教育目標として掲げていたことから、現在でも学部課程から高度で専門的な医学教育が提供される。こうした点は、学部課程でのリベラル・アーツ教育を重視する大学（例えばハーバード大学やスタンフォード大学等）とは対照的である。そのため、とくに医学研究者を志望する学生の中には、学部は医学教育が充実したセントルイス・ワシントン大学に進学し、大学院からハーバード大学、スタンフォード大学等に進学する学生も少なくない。

- また、セントルイス・ワシントン大学の医学課程は、起業を志す学生が多くみられることも特徴的である。この背景には、大学周辺にバイオベンチャー企業やそれらに投資するベンチャーキャピタルが多数存在することを活かして、起業家育成に力を入れていることがある。例えば、医学課程の必修科目のひとつ（From Concept to Market）では、知的財産を扱う弁護士やベンチャーキャピタリスト、バイオベンチャー企業経営者を講師として招待し、バイオベンチャー企業設立に必要な知識を学んだ後で、各学生が具体的なバイオ関連ビジネスモデルを作成している。

- 当医学大学院に関連する著名な人物としては、生化学者であったコリ夫妻（カール・コリ、ゲルティ・コリ）、生化学者のアーサー・コーンバーグ、岡崎フラグメントでDNA合成に関する世界的な業績を残した岡崎令治などが挙げられる。

### 社会福祉（George Warren Brown School of Social Work）
ブラウン社会福祉大学院（ブラウン・スクール）は、現在全米2位にランクされている。文理科学（Arts＆Science）や医学（School of Medicine）等と合同で博士号も提供している。卒業後は介護・福祉分野よりも国連やユニセフ等の社会福祉団体に所属する事が多い。

### 図書館・美術館

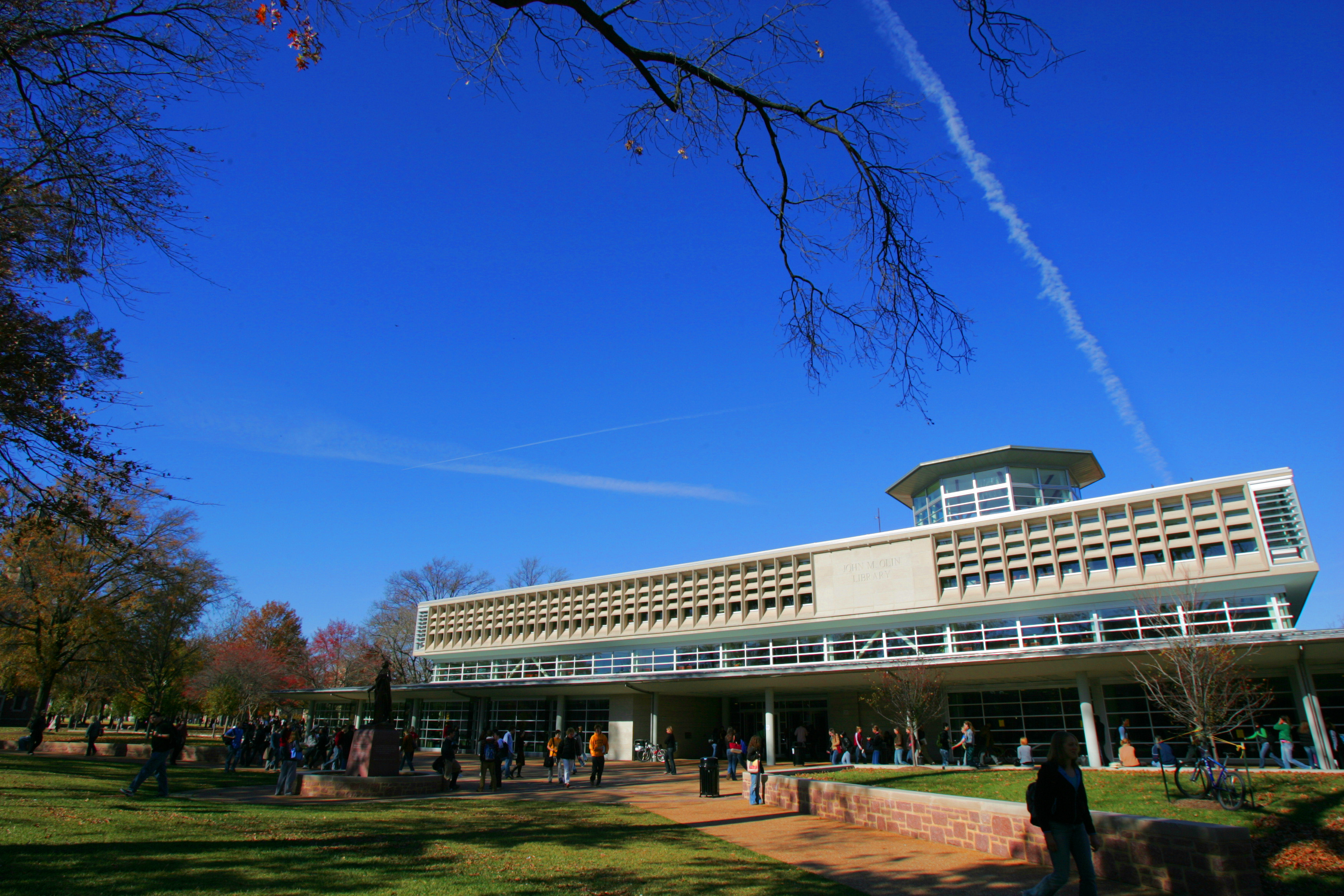
オーリン・ライブラリー

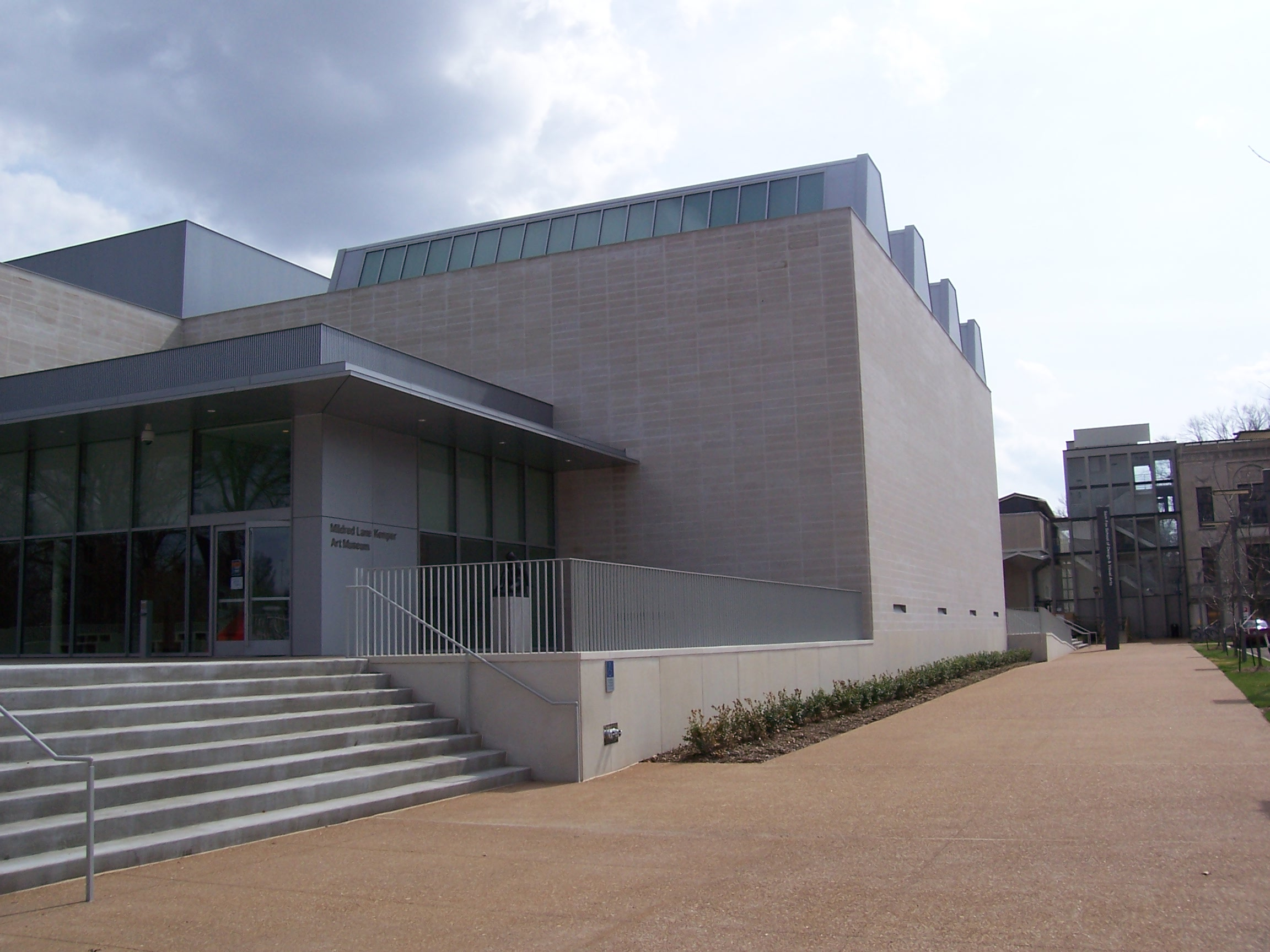
ミルドレッド・レーン・ケンパー美術館

#### 図書館
大学の図書システムは14の図書館によって編成され、蔵書数420万冊を超え、ミズーリ州内で最大規模を誇る。 このシステムの中心となるのが、ダンフォース・キャンパスに位置するオリン・ライブラリーである。他の図書館は、基本的に各学部・研究施設に併設されている。
- Kranzberg Art & Architecture Library
- Biology Library
- Business Library
- Chemistry Library
- East Asian Library
- Law Library
- Mathematics Library
- Medical Library (Becker)
- Music Library
- Physics Library
- Social Work Library
- Special Collections & Archives
- West Campus Library

#### 美術館
1881年に設立されたミルドレッド・レーン・ケンパー美術館は、教育プログラムを提供する美術館で、アメリカ合衆国最古を誇る、ミシシッピ川東側で最初に設立された美術館である。コレクションは19世紀、20世紀、21世紀のアメリカとヨーロッパの芸術家の作品を所蔵する。また、この美術館はニューマン貨幣展示館を併設している。2006年10月、ケンパー美術館はスタインバーグ・ホールから移され、サム・フォックス視覚芸術学部の他の施設と共に、世界的に有名な建築家である槇文彦によって一新された。槇は1959年当時、スタインバーグ・ホールを設計しており、約40年後、新たにケンパー美術館を含む複合施設の設計を行ったことになる。

## 大学の特色

### ランキングと評価
セントルイス・ワシントン大学は、2021年度のUSニューズ&ワールド・レポート誌による全米大学ランキングにおいて、学部プログラムで全米16位にランクしている。大学院は、医科大学院が11位に、社会福祉大学院が2位に、法科大学院が16にランクされている。また、建築・都市デザイン大学院はデザイン・インテリジェンス誌による2012年度建築学ランキングでは4位にランクされている。
2011年度には、1,500人の定員に対して28,823人の願書を提出した。90%以上の新入生が高校にてトップ10の成績を持っていた。2019年合格率は14%であった。
2019年度のUSニューズ&ワールド・レポート誌によると、セントルイス・ワシントン大学のSATの平均点数はアイビー・リーグのいくつかの大学の平均点数よりも高い。

### スポーツ
セントルイス・ワシントン大学のスポーツチーム名はベアーズで、NCAA Division IIIに所属している。
ベアーズは18度、NCAA Division IIIで優勝を獲得している。　
- 女子バレーボール（1989, 1991–1996, 2003, 2007, 2009

- 女子バスケットボール（1998–2001、2010）

- 男子バスケットボール（2008、2009）

- 男子テニスチーム（2008）

サッカー、フットボール、陸上チームのホームグラウンドであるフランシス・フィールドは、1904年夏季オリンピックの開催地でもある。

### 卒業生
- USニューズ&ワールド・レポート誌による大学ランキングで、「卒業生の年収が最も多い大学」の1校として評価されている。

### 生活
- セントルイスエリアは、アメリカ国内の他の都市部に比べて家賃が非常に安い（1LDK相当で1,000ドル程度 [2023年現在]）。[13] 学部生は学生寮が利用できるほか、教員および大学院生は大学が所有するアパート（Quadrangle）を利用できる。

- 午後6時から午前4時まで30分おきに、ダンフォース・キャンパスから自宅までシャトルバスで送るCampus2Homeというサービスが行われている。キャンパス内の乗り場は、スチューデント・センター前とブルッキングズ・ホール前。

- 学生はU-Passと呼ばれる定期券が提供され、セントルイスエリアを走る地下鉄（メトロリンク）と主要バスを無料で利用できる。

- レンタカー大手Enterpriseが提供するカーシェアリングシステム（"WeCar"）が大学内で行われている[14]。

### 日本との関連
- 日本人は総学生数に対し0.02%に過ぎない。2008年度は、全学部・大学院を含んでも、総日本人学生数は20-30人程度であった。そのうちの半分以上がビジネススクールの学生で占められる[15]。
- 東京大学が唯一、全学レベルの交流協定を結んでいる[16]。その他、限定された協定では、早稲田大学や筑波大学などが挙げられる[17][18]。

## 著名な出身者

### 人文学
- ファニー・ハースト (1909年)、作家、社会活動家
- ジョン・ガードナー、小説家
- A・E・ホッチナー (BA 1940, JD 1941年)、劇作家
- ジョゼフィン・ウィンスロウ・ジョンソン、ピューリッツァー賞 - 作家部門受賞
- マックス・ラーナー (MA 1925年)、知識人、作家
- ハロルド・ライミス (BA 1966年)、俳優、脚本家、映画監督
- Charles Van Ravenswaay (BA 1933年、MA 1934年)、歴史家
- ユージーン・B・レッドモンド (MA 1966年)、詩人、評論家、公民権運動家
- エイブラム・L・サッカー (BA, MA)、歴史家、初代ブランダイス大学学長
- テネシー・ウィリアムズ (在籍 1936年 - 37年)、劇作家
- オリー・ウィルソン (BA 1959年)、作曲家
- ジョージ・ジマー (BA 1970年)、founder of Men's Wearhouse
- ヘンリー・ハンプトン (BA 1961年)、映画プロデューサー ("Eyes on the Prize")
- オリヴァー・ネルソン (在籍 1954年 - 7年)、ジャズ演奏家及び作曲家
- J・D・パラン (MA 1971年)、ジャズ演奏家
- メアリー・ウィックス (1930年)、舞台女優、映画女優
- ピーター・サースガード、俳優

### 芸術・デザイン
- チャールズ・イームズ、デザイナー、建築家、映像作家
- ヒュー・フェリス (BArch 1911年、MArch 1928年)、建築家
- ジョージ・ヘルムース (B.Arch 1928, M.Arch 1931): 建築家、ヘルムース・オバタ・カッサバウム(HOK)共同主宰
- ギョー・オバタ (BArch 1945年)、建築家、ヘルムース・オバタ・カッサバウム(HOK)共同主宰
- ジョージ・E・カッサバウム (BArch 1947年)、建築家、元アメリカ建築家協会会長、ヘルムース・オバタ・カッサバウム(HOK)共同主宰
- バーナード・フックス (MFA 1954年)、画家、イラストレーター
- マイク・ペイターズ (BFA 1965年)、ピューリッツァー賞 - 漫画家部門受賞
- キャロライン・ローム (BFA 1973年)、ファッション・デザイナー
- C・P・ワング (M.Arch 1973): 建築家、台北101設計者

### ビジネス
- ジョージ・ハーバート・ウォーカー、ゴルフのウォーカー・カップの創設者、ジョージ・H・W・ブッシュ元大統領の祖父及びジョージ・W・ブッシュ元大統領の曽祖父
- タリサ・ワタナゲス、タイ銀行総裁

### 政治・法律・社会
- クラーク・M・クリフォード (JD 1928年)、アメリカ合衆国国防長官 1968年 - 69年
- アラン・J・ディクソン (LLB 1949年)、アメリカ合衆国上院議員 1981年 - 93年
- デイヴィッド・R・フランシス (BA 1870年)、セントルイス市長 1885年 - 89年、ミズーリ州知事 1889年 - 93年、アメリカ合衆国内務長官 1896-97
- モウズィズ・W・ハリソン II (JD 1958年)、イリノイ州最高裁判所長官
- ジョイス・ラドナー (MA 1966年、PhD 1968年)、社会学者、社会活動家
- ジム・タレント (BA 1978年)、アメリカ合衆国上院議員 2003年 - 現在
- レイモンド・タッカー (BS 1920年)、セントルイス市長 1953年 - 1965年
- ウィリアム・ウェブスター (1949年)、元FBI長官及びCIA長官
- ルイス・ズースマン、法律家、実業家、外交官
- 長谷川祐弘 (PhD 1974年) - 元国連事務総長特別代表(東ティモール担当)、元法政大学法学部教授。特定非営利活動法人 日本国際平和構築協会 理事長。
- 田中崇公 (LLM 2016年) - 中之島中央法律事務所パートナー、大阪工業大学知的財産専門職大学院客員教授。
- メアリー・ウィックス、女優・声優

### 医学
- ダニエル・ネイサンズ(1954年)、ノーベル生理学・医学賞受賞者
- エール・サザランド(1942年)、ノーベル生理学・医学賞受賞者
- エドヴィン・クレープス(1943年)、ノーベル医学賞受賞者

### 理学
- Sol Spiegelman (PhD 1944年)、分子生物学者
- 伍法岳  物理学者
- 森郁恵  分子生物学者

## 写真

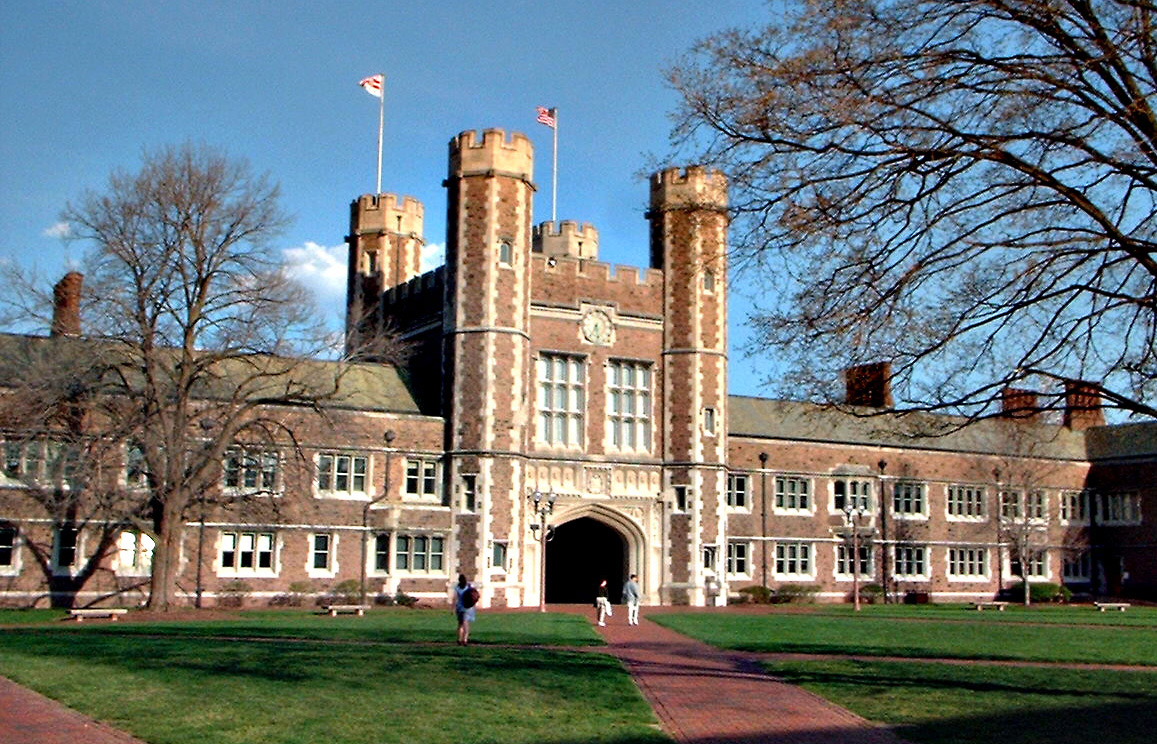
ブルッキングズ・ホール
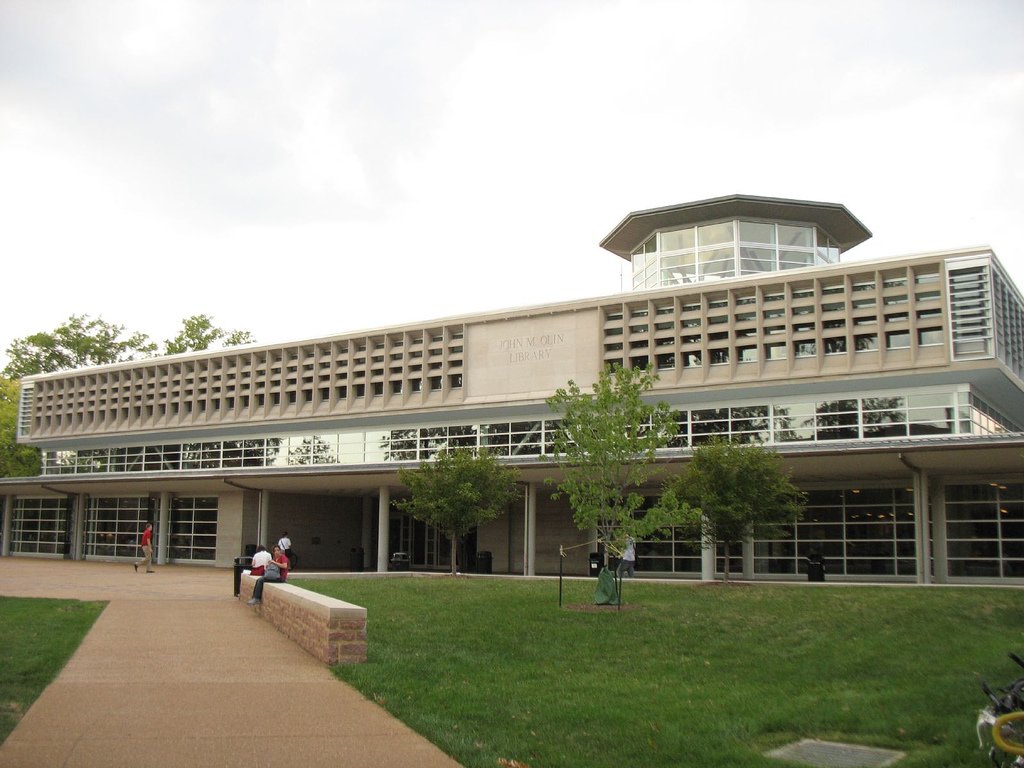
オーリン・ライブラリー
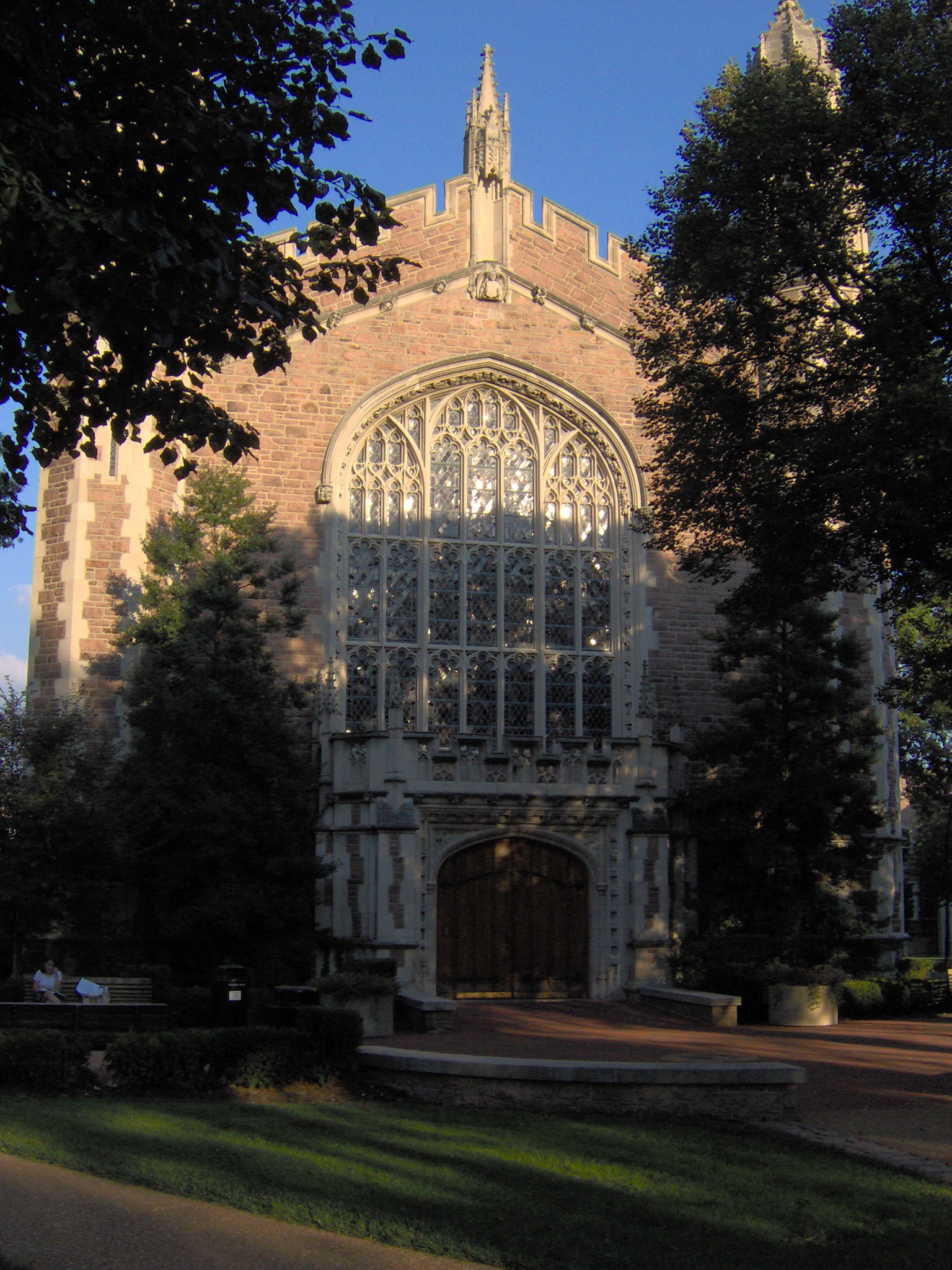
グラハム教会
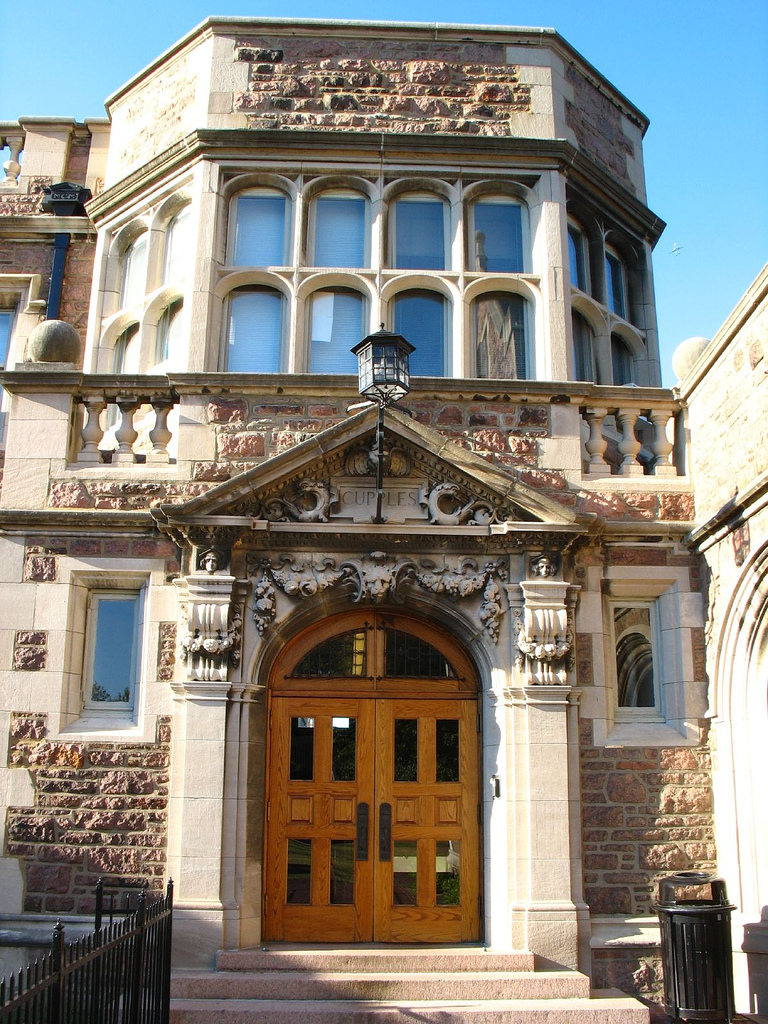
カップル・ホール
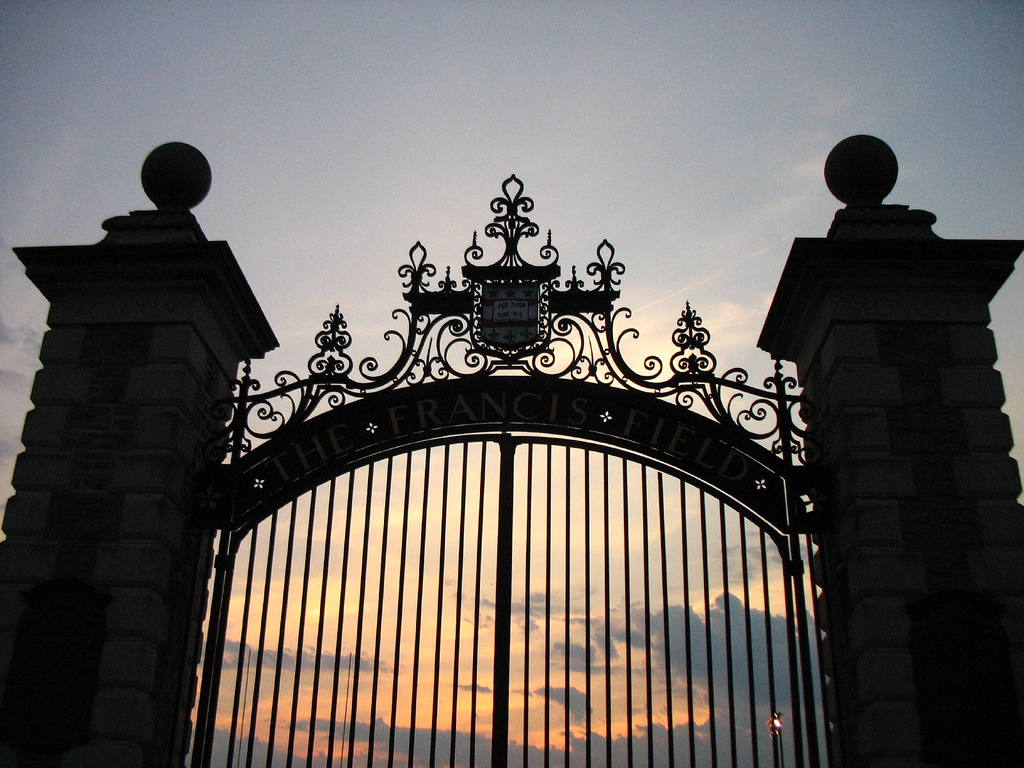
フランシス･フィールドの門
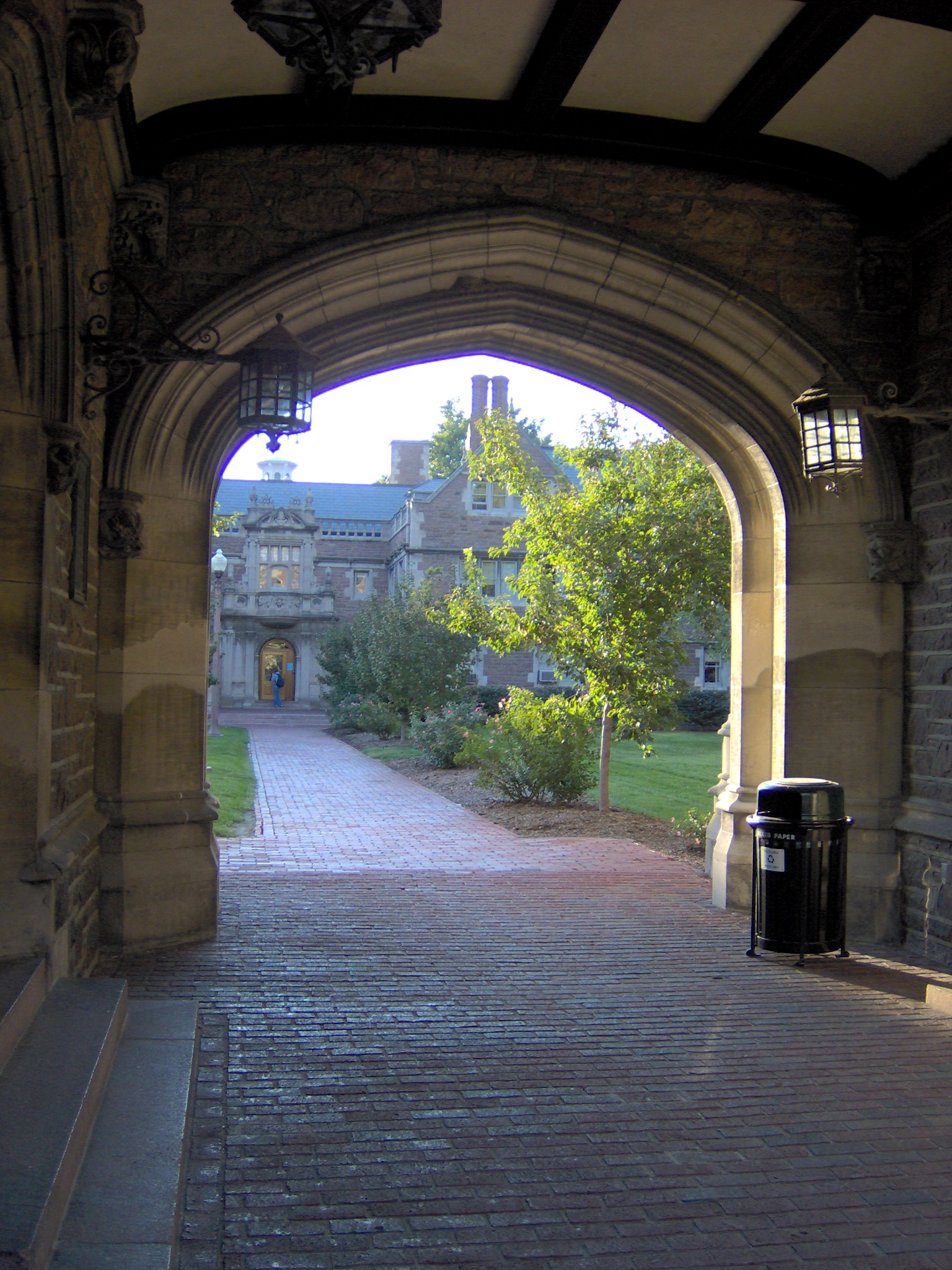
マクミラン・ホール
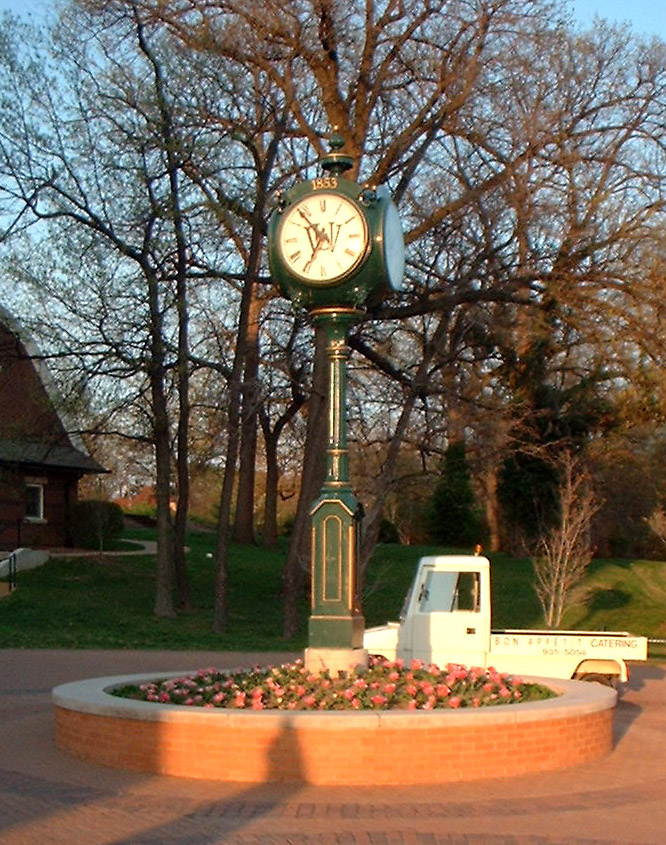
サウス40の時計
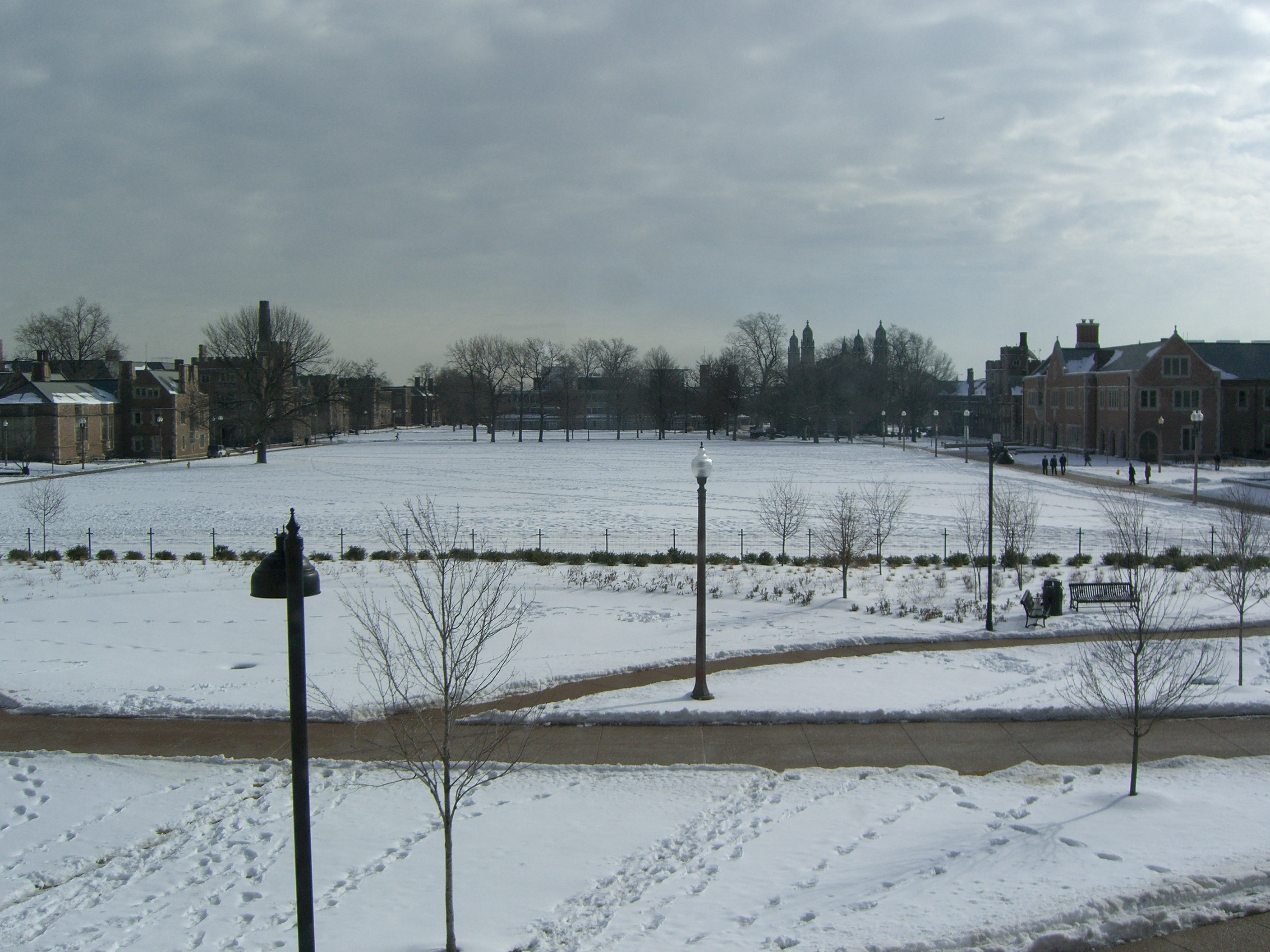
ダンフォース・キャンパスの西側
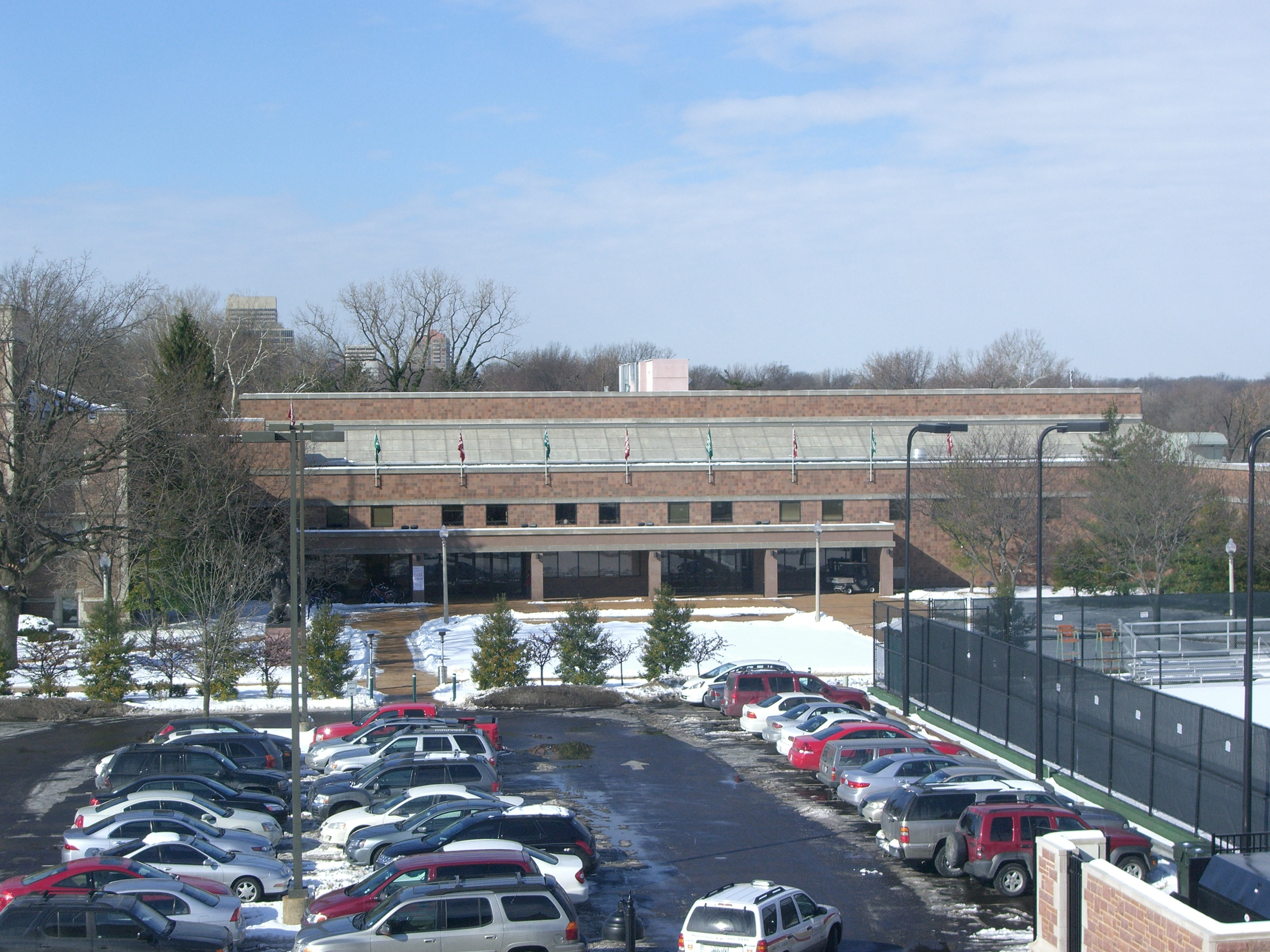
体育館やプールを含む複合施設
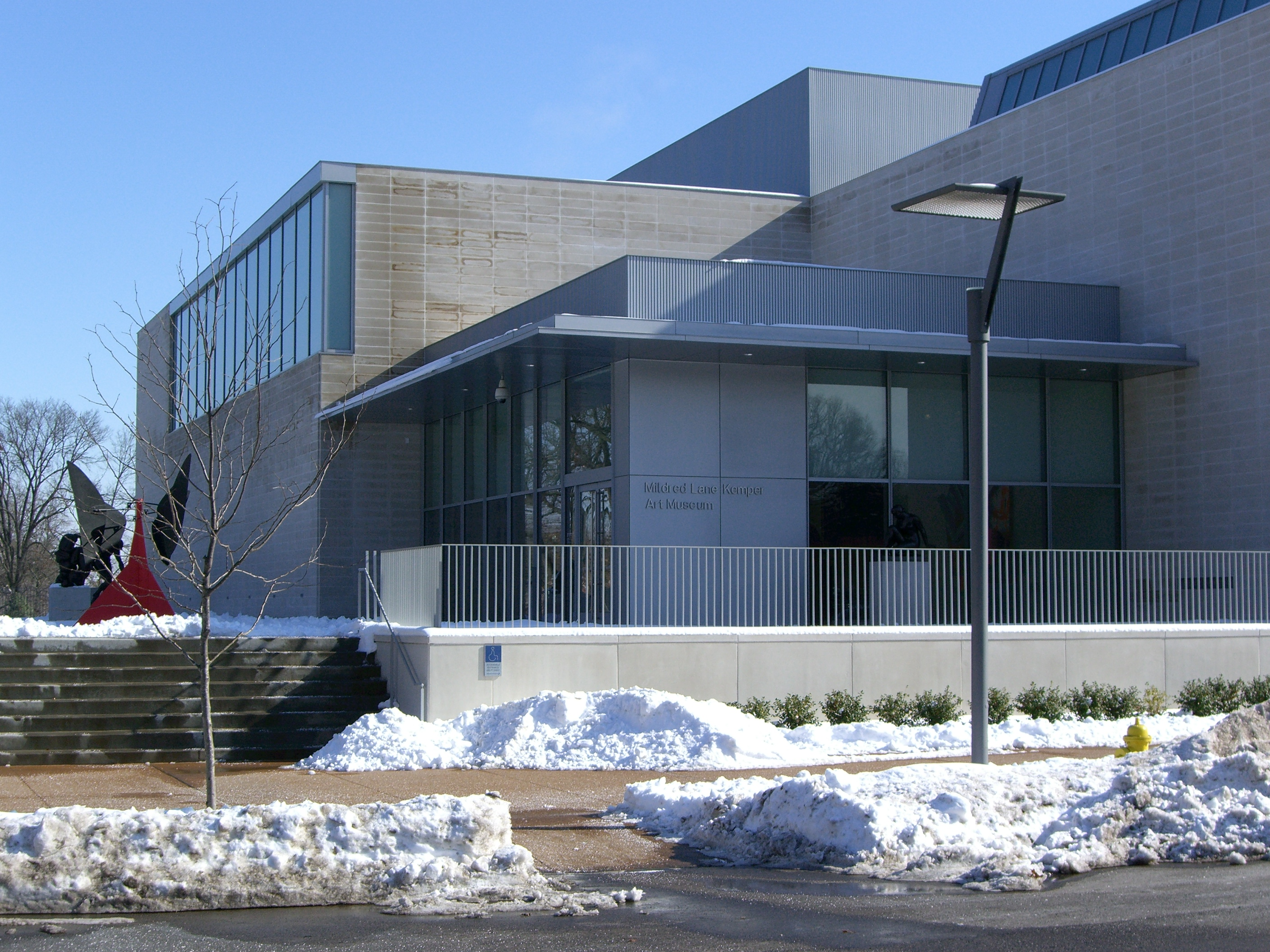
ケンパー美術館
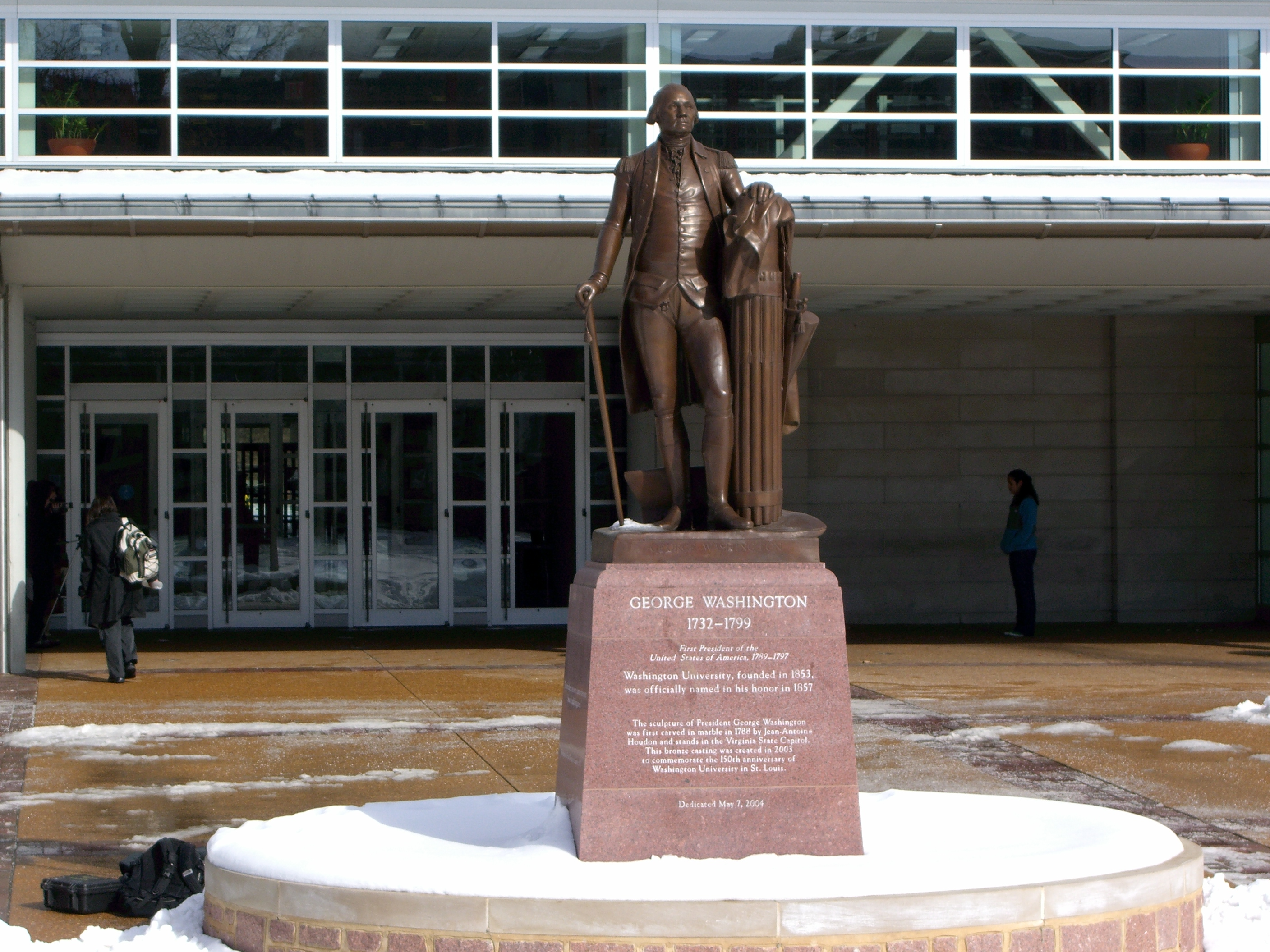
ジョージ・ワシントン像